# کیم هو سونگ
کیم هو سونگ (Kim Sol) (متولد ۱۹۷۳) که با نام مستعار کیم سول (هانگول 김솔) شناخته می‌شود، نویسنده کره جنوبی است.
با حضور ادبی خود را در سال ۲۰۱۲ و داستان کوتاهش " Naegiui Mokjeok " (내기의 목적 The Goal of a Bet) در مسابقه نویسندگی جدید کره تایمز برنده شد. او نویسنده مجموعه داستان کوتاه Amseutereudam garaji seil du beonjjae (암스테르담 가라지 세일 두 번째 Amsterdam Garage Sale دور دوم) و مجموعه تخیلی فلش Mangsang, eo of Language (망lusion) است. همچنین برنده سومین جایزه ادبی Moonji، بیست و دومین جایزه ادبی کیم جون سونگ و هفتمین جایزه نویسندگان جوان Munhakdongne است.
کیم به خاطر عشقش به کافکا شروع به نوشتن کرد. زمانی که در دانشگاه بود برنده یک مسابقه نویسندگی شد.
فقدان آموزش رسمی نویسندگی به او اجازه داده‌است که از قراردادهای روایی منحرف شود. او به ندرت جزئیات روایی مانند زمان، مکان و ملیت یا جنسیت شخصیت‌ها را مشخص می‌کند و در عوض بر خود عمل داستان‌گویی تمرکز می‌کند.

## آثار
۱. 망상، 어(語) (۲۰۱۷)
زبان توهم (۲۰۱۷)
۲. 암스테르담 가라지세일 두번째 (۲۰۱۴)
دور دوم فروش گاراژ آمستردام (۲۰۱۴)

## جوایز
۱. ۲۰۱۷: جایزه نویسندگان جوان Munhakdongne
۲. ۲۰۱۵: جایزه ادبی کیم جون سونگ
۳. ۲۰۱۳: جایزه ادبی Moonji